# Bytnica
Bytnica (niem. Beutnitz) – wieś gminna w powiecie krośnieńskim, w województwie lubuskim. Siedziba gminy Bytnica.
Leży pomiędzy jeziorami Kokno i Bytnickim ok. 12 km od Krosna Odrzańskiego, przy lokalnej drodze Krosno Odrzańskie – Świebodzin, około 2,5 km. od centrum wsi przystanek kolejowy  Bytnica na linii Wrocław – Kostrzyn – Szczecin. W latach 1550–1627 miejscowość posiadała prawa miejskie.

## Historia
Wieś znana od 1308 roku jako Bitenisz, następnie w 1329 jako Butnicz kiedy to jest po raz pierwszy wzmiankowana. Henryk żagański w tym czasie oddał swoje ziemie na których leżała Bytnica w lenno Janowi Luksemburskiemu. Zapewne wtedy była ona dużą miejscowością z zamkiem położonym na przesmyku między dwoma jeziorami. Książę śląski Wacław w 1429 roku nadał Bartuschowi von Wessinburgowi i Ottonowi von Landsbergowi lenno obejmujące Bobrowice (Bobirsberg) i Bytnicę (Bewtenicz) wraz z zamkami. W dokumentach z 1500 roku pojawia się nazwisko rodziny z Bytnicy Grunberg. Rodzina ta przysięgała obowiązek lenny księciu Joachimowi I. Rycerz Hans Grunenberg z Zeditz otrzymał w 1519 roku od księcia potwierdzenie lenna obejmującego dobra bytnickie. Część wsi należała również w 1501 roku do Rothenburgów, którzy w ciągu XVII wieku znacznie powiększyli tutaj swój stan posiadania. W pierwszej połowie XVI wieku z inicjatywy przedstawicieli tego rodu założono obok wsi miasteczko Nowa Bytnica (Neu-Beutnitz). Miasteczko nie rozwinęło się jednak pod względem gospodarczym. W ciągu XVI wieku w dokumentach określone jest mianem miasta, później występuje już tylko jako wieś. Bytnica uległa spaleniu w 1747 roku, ale z inicjatywy Johanna Sigismunda von Rothenburga na nowo wybudowano kościół, plebanię i szkołę. W 1786 roku po śmierci hrabiego von Rothenburga jego dobra zostały zakupione przez księcia Piotra Birona. W 1800 roku zostały przejęte przez jego zięcia księcia von Hohenzollern Hechingen. Własność spadkobierców księcia została tu odnotowana jeszcze w 1879 roku. W tym czasie we wsi pracowała gorzelnia.
W latach 1954–1972 wieś należała i była siedzibą władz gromady Bytnica. W latach 1975–1998 miejscowość należała administracyjnie do województwa zielonogórskiego.

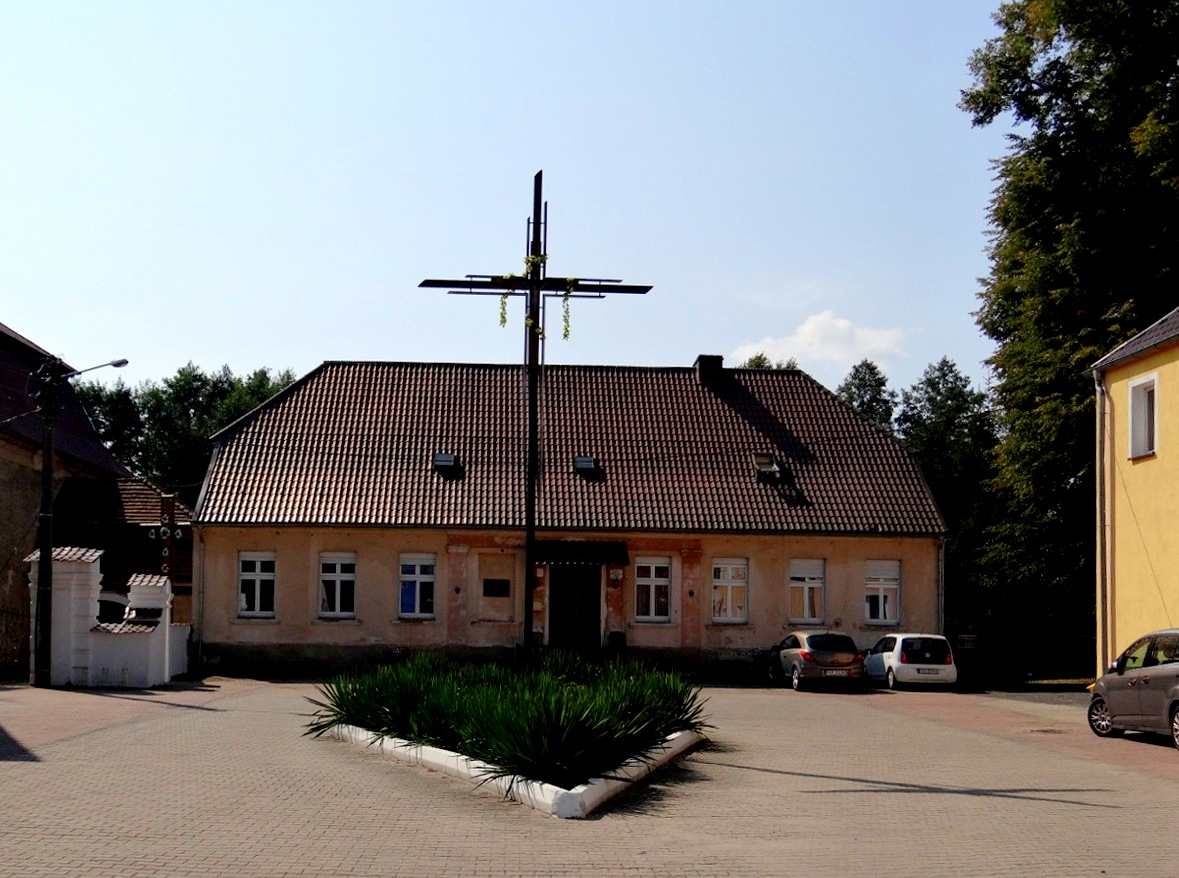
Plebania

## Zabytki
Do wojewódzkiego rejestru zabytków wpisane są:
- kościół ewangelicki, obecnie rzymskokatolicki, parafii pw. św. Piotra i Pawła. Barokową budowlę jako zbór ewangelicki wzniesiono w 1750 roku na bazie starszej świątyni spalonej w 1747 roku[5]. Założona na planie trapezu i nakryta dachem mansardowym, zwieńczonym ośmioboczną, drewnianą wieżyczką z barokowym hełmem z latarnią. Murowana, salowa świątynia posiadająca po stronie zachodniej kruchtę z łukowato zamkniętymi oknami i podobnie uformowanymi drzwiami, które są umieszczone w północnej części kościoła[5]. Ściany wzmocniono przyporami, a oszczędny detal architektoniczny w postaci lizen narożnikowych i prostych opasek okiennych zdobi elewacje. Zachowała się we wnętrzu świątyni część empor wspartych na drewnianych kolumnach. Podtrzymują one płaski strop drewniany[5]. Po 1945 roku pozostałe elementy empor zostały zdemontowane w trakcie przystosowywania świątyni do obrządku katolickiego. Na czterech kolumnach zwieńczonych czworobocznymi głowicami wspiera się zachodnia empora organowa[5]. Prezbiterium zajmuje część wschodnią, które jest węższe od nawy z uwagi na boczne pomieszczenia i zachował się w, nim barokowy ołtarz główny. Teren przykościelny został otoczony murem ceglanym[5].
- plebania, barokowy budynek z około 1800 roku został założony na planie prostokąta. Nakryto ją dachem naczółkowym. Wewnątrz podpiwniczonej plebanii zachował się pierwotny układ pomieszczeń z sienią przelotową. Brak jest dawnego oryginalnego wyposażenia[5].
- w centrum Bytnicy w XVIII wieku zbudowano pałac, który zastąpił szesnastowieczną budowlę, a także zamek wzniesiony przez przedstawicieli rodu von Rothenburg[5]. W 1808 roku pałac został gruntownie przebudowany po przejęciu majątku przez córkę Piotra Birona, Wilhelminę i jej męża księcia Hohenzollern Hechingen[5]. Murowana budowla z kamienia i cegły została założona na planie prostokąta. Podpiwniczony parterowy obiekt posiada piętrowy ryzalit umieszczony w elewacji frontowej zachodniej. Nakryty jest wysokim dachem mansardowym, a wejście główne, które poprzedzone jest schodami, umieszczono w ryzalicie[5]. Posiada skromny detal architektoniczny, a ogranicza się do zachowanego fragmentarycznie boniowania i opasek okiennych. W elewacji tylnej zbudowano podobny ryzalit, a w, nim też umieszczono wejście do budynku. Dawny pałac Rothenhurgów po II wojnie Światowej znacjonalizowano i umieszczono w, nim szkołę[5]. Elewacje w trakcie prac adaptacyjnych w znacznej części pozbawiono detalu architektonicznego, a wnętrze przebudowano. Wymieniono w późniejszych czasach stolarkę okienną i drzwiową. Do dziś przy pałacu przetrwał niewielki park krajobrazowy z XIX wieku[5].